# 韦斯特波特 (康涅狄格州)
韦斯特波特（英語：Westport）是美国康涅狄格州费尔菲尔德县的一个城鎮。1835年设镇，根據美國2010年人口普查，人口26,391人。韦斯特波特距离纽约47公里。韦斯特波特在美国百大富裕地區排行榜中排名第19。

## 人口
根据美国2010年人口普查，韦斯特波特有人口26,391人。其人口是由89.5%白人，0.5%黑人，0.0%美国原住民，6.6%亚洲人，0.0%太平洋岛原住民，以及3.2%混血构成。西班牙裔有4.2%人。
韦斯特波特的家庭收入中位数为$187,988。约4.7%人口在贫穷线以下。

## 姊妹城市
當前韦斯特波特擁有3座姊妹城市：
- 马里尼勒洛宗
- 聖彼得堡
- 江蘇省扬州市